# 15531 Matusch
A 15531 Matusch (ideiglenes jelöléssel (15531) 2000 AV99) a Naprendszer kisbolygóövében található aszteroida. A LINEAR projekt keretében fedezték fel 2000. január 5-én.